# Coupe de l'EHF féminine 2001-2002
Navigation
Coupe de l'EHF 2000-2001 Coupe de l'EHF 2002-2003
La Coupe de l'EHF 2001-2002 est la vingt-et-unième édition de la Coupe de l'EHF féminine, compétition de handball créée en 1981 et organisée par l'EHF.

## Formule
La coupe de l'EHF est aussi appelée la C3. Il faut pour chaque équipe engagée franchir les sept tours de l’épreuve pour brandir le trophée. Toutes les rencontres se déroulent en matchs aller-retour. 
La coupe de l'EHF intègre vingt-huit équipes qualifiées par leurs fédérations nationales lors du troisième tour et quatre autres équipes issues d’un tour de qualification à huit équipes. Elle est généralement considérée comme la seconde coupe d’Europe en termes de niveau de jeu.

## Demi-finales
| Date Aller    | Club             | Aller | Total | Retour | Club                     | Date Retour   |
| ------------- | ---------------- | ----- | ----- | ------ | ------------------------ | ------------- |
| 13 avril 2002 | Ikast Bording EH | 28-22 | 56-53 | 28-31  | TV Giessen Luetzellinden | 20 avril 2002 |
| 14 avril 2002 | Bækkelagets SK   | 27-22 | 50-53 | 23-31  | Győri ETO KC             | 21 avril 2002 |

## Finale
| Date Aller  | Club         | Aller   | Total | Retour | Club             | Date Retour |
| ----------- | ------------ | ------- | ----- | ------ | ---------------- | ----------- |
| 12 mai 2002 | Győri ETO KC | 30 - 25 | 53-61 | 23-36  | Ikast Bording EH | 20 mai 2002 |

## Les championnes d'Europe
| Championne Coupe d'Europe de l'EHF 2001-2002 Ikast Bording EH 1er titre |